# Aquino de Bragança
Tomaz Aquino Messias de Bragança (* 6. April 1924 in Bardez (Portugiesisch-Indien); † 19. Oktober 1986, Lebomboberge) war ein portugiesischer Physiker, Journalist, mosambikanischer Diplomat und Wissenschaftler an der Eduardo-Mondlane-Universität. Im Prozess der Lösung Mosambiks von der Kolonialmacht Portugal nahm er eine führende intellektuelle und politische Position ein.

## Leben

### Jugend
Die Eltern Aquinos waren João Paulo Proença Bragança und Ana Carlota Praxetes Antónia do Rosário Sousa. Beide lebten in der ehemaligen portugiesischen Kolonie Goa auf dem indischen Subkontinent.
Seine Kindheit verbrachte er in Goa, wo er die Schule besuchte. Das Abitur legte er am Liceu Nacional de Afonso de Albuquerque im indischen Pangim (Vorort von Velha Goa) ab. Im Jahre 1945 nahm er an einem Ausbildungskurs für Chemische Verfahrenstechnik in Dharwar teil.

### Berufliche und politische Entwicklung

#### Studienzeiten
Als junger Erwachsener ging Aquino de Bragança im Jahre 1947 nach Portugiesisch-Ostafrika, um dort eine Arbeit zu suchen. Während dieser Zeit wurde er mit den Auswirkungen der portugiesischen Kolonialpolitik auf eine einprägsame Weise konfrontiert, die für sein weiteres Leben einen bestimmenden Einfluss ausübte.
Aquino de Bragança übersiedelt 1948 von Lourenço Marques nach Portugal, wo er den späteren Schriftsteller Orlando da Costa aus Goa traf, der an der Universität Lissabon Philosophie studierte. Hier kam Aquino de Bragança auch mit dem Mediziner Arménio Ferreira und der Casa dos Estudantes do Império in Kontakt, einer Serviceeinrichtung für Studenten aus den afrikanischen Kolonien Portugals.
1951 ging Bragança weiter nach Frankreich. In Grenoble und Paris studierte er Physik. An beiden Orten lernte er Studenten kennen, die gegenüber der Rolle Portugals als Kolonialmacht kritische bis ablehnende Positionen einnahmen, darunter Mário Pinto de Andrade, Frantz Fanon und Marcelino dos Santos. Aquino de Bragança entwickelt zu dieser Zeit ein starkes politisches Bewusstsein marxistischer Prägung und schöpfte dabei die Hoffnung, dass die Kolonie Goa von Portugal unabhängig werden könne. Auf der Basis seiner Vorstellungen entstanden mit anderen Aktivisten aus verschiedenen portugiesischen Kolonien persönliche Bindungen.
Innerhalb solcher politischen Aktivitäten entwickelte sich ein Paris-Casablanca-Algier-Gruppe bezeichnetes informelles Bündnis, in dessen Folge die Confederação das Organizações Nacionalistas das Colonias Portuguesas (CONCP, Conference of Nationalist Organisations of Portuguese Colonie; deutsch: Konferenz der Nationalen Organisationen der Portugiesischen Kolonien) gegründet wurde.

#### Aufenthalt in Marokko
Im Jahr 1957 wanderte Aquino de Bragança nach Marokko aus, um in diesem Land eine wissenschaftliche Lehrtätigkeit aufzunehmen. Hier heiratet er seine erste Frau Mariana. Beide Kinder des Ehepaars kamen in Marokko zur Welt. Während dieser Zeit betätigte er sich zunehmend als Journalist und schreibt für das von Simon Malley in Paris gegründete Magazin Afrique Asie. Eine Betätigung dieser Prägung war in Portugal unter der Regierung von António de Oliveira Salazar sehr erschwert.
Mit Billigung von König Mahomed V. wirkt er als Sekretär der Redaktionsgruppe der marokkanischen Gewerkschaftszeitung Al Istiklal und wird Privatsekretär von Mehdi Ben Barka, einem marokkanischen Oppositionspolitiker, den er bereits in Paris kennengelernt hatte.
Als die PAIGC und die MPLA 1961 ein Büro der CONCP in Rabat einrichteten, um die politische Arbeit der Unabhängigkeitsbewegungen zu koordinieren, vertrat er gemeinsam mit George Vaz die Goan People's Party (deutsch: Goas Volkspartei) innerhalb der neuen Organisation. Seine Mitwirkung in dieser Dachorganisation führte zu einem wachsenden Einfluss im CONCP-Sekretariat und sich erweiternden Kontakten zu führenden Personen der Befreiungsbewegungen des afrikanischen Kontinents.
Die Familie Bragança lebte bis 1962 in Marokko. Im selben Jahr siedelten sie nach Algier in Algerien um. Während dieser Zeit arbeitete er unter einfachen Verhältnissen und seine journalistische Tätigkeit bot nur einen geringen Lebensunterhalt. Er wird Mitbegründer der Wochenzeitung „Révolution Africaine“ (Herausgeber ist die Front de Libération Nationale) und schreibt für die Tageszeitung „El-Moudjahid“. Die Regierung Salazar wird auf seine politischen Aktivitäten aufmerksam und stellte daraufhin einen Haftbefehl für die portugiesische Geheimpolizei Polícia Internacional e de Defesa do Estado (PIDE) mit dem Datum vom 14. März 1962 aus. Alle seine Aktivitäten wurden durch die PIDE überwacht und in regelmäßigen Berichten aufgezeichnet.
Im Jahre 1965 findet man ihn als Teilnehmer der vom 3. bis 8. Oktober abgehaltenen 2. CONCP-Konferenz in Daressalam, die von Agostinho Neto und dem Sekretär Mário Pinto de Andrade (MPLA) sowie von Amalia de Fonseca und ihm selbst organisiert wird. Dabei beteiligte er sich als Autor und Co-Autor zusammen mit Pascoal Mocumbi und Edmundo Rocha an Konferenzdokumenten (beispielsweise „Die politische Situation in Portugal“ und „Befreiungskampf in den portugiesischen Kolonien“).
Auf Empfehlung von Simon Malley übernimmt er seit 1969 bei Africasia, später Afrique-Asie, die Aufgabe als Kommentator zu Themen über die portugiesischen Kolonien. Gemeinsam mit Immanuel Wallerstein und Melo Antunes entsteht das dreibändige Werk „Quem é o inimigo?“ (deutsch etwa: „Wer ist der Feind?“) über zentrale Fragen des Kolonialismus, das erstmals 1978 in Lissabon erscheint.

#### Aufenthalt in Algerien
Sein Wirken in Algerien ist ein Lebensabschnitt umfassender publizistischer Aktivitäten über die Ziele afrikanischer Befreiungsbewegungen und der Beteiligung an logistischer Unterstützung, der Organisation für deren internationale Reputation und die Förderung der Ausbildung von Journalisten. Auf diese Weise wird Aquino de Bragança Mitbegründer der algerischen Journalistenschule, wo er im Fach Soziologie des Journalismus Vorlesungen gibt. Im Verlauf seiner vielseitigen Aktivitäten lernt er führende Personen der Befreiungsbewegungen kennen, wird deren Berater und war mit einer Reihe dieser Personen befreundet. Zu diesem Personenkreis zählen Mário Pinto de Andrade, Ben Bella, Amílcar Cabral, Samora Machel, Eduardo Mondlane und Agostinho Neto.

#### Wirken in Mosambik
Nach der so genannten Nelkenrevolution von 1974 in Portugal entscheidet sich Aquino de Bragança für ein weiteres Engagement in Mosambik. Dieses Ereignis hatte das politische Kräfteverhältnis im südlichen Afrika völlig verändert. Zu Beginn seines neuen Lebensabschnittes beauftragt ihn Samora Machel im Mai 1974 mit einer politischen Mission in Lissabon, um dort die neuen Verhandlungspartner für die FRELIMO herauszufinden. Dabei kam es zu einem Treffen mit Ernesto Melo Antunes und ersten offiziellen Kontakten mit Mário Soares, den er bereits früher in Paris kennengelernt hatte, sowie mit dem portugiesischen Minister für interterritoriale Kontakte, António de Almeida Santos. Aquino de Bragança führte die ersten offiziellen Gespräche im Auftrag seines künftigen Heimatlandes Mosambik mit den neuen politischen Kräften der ehemaligen Kolonialmacht Portugal. In der Folge entwickelten sich daraus intensive Arbeitskontakte zwischen beiden Seiten, die maßgeblich von Victor Crespo für die portugiesische Regierung und von Joaquim Chissano sowie Aquino de Bragança für die mosambikanischen Verhandlungspartner getragen wurden. Im September 1974 trafen sich Repräsentanten beider Seiten in Lusaka zu weiteren Verhandlungen. In diesem Zusammenhang mussten die Gespräche zwischen Samora Machel und Ramalho Eanes, dem späteren Präsidenten Portugals, einem langjährigen General in Angola und Mitglied der Movimento das Forças Armadas, entspannt werden.
Nach dem Sieg der FRELIMO in Mosambik verzichtete Aquino de Bragança auf ein mögliches Ministeramt in der Regierung Samora Machel. Stattdessen übernahm er die Position seines Beraters und gründet 1975 das Zentrum für Afrikanische Studien (Centro de Estudos Africanos) an der Eduardo-Mondlane-Universität in Maputo. Im Folgejahr wurde er zum Direktor dieses Forschungsbereiches ernannt. Die Arbeiten befassten sich mit Entwicklungsfragen innerhalb Mozambiks und der Situation im Nachbarland Rhodesien. Die südafrikanische Journalistin und Soziologin Ruth First übernahm hier 1977 die Funktion der Forschungsdirektorin. Zuvor lehrte sie an der britischen Universität Durham. Gemeinsam stellten sie eine internationale Wissenschaftlergruppe zusammen. Das erste Projekt ihrer Zusammenarbeit widmet sich unter dem Titel „The Mozambican Miner“ der Lage mosambikanischer Bergarbeiter in Südafrika.
Bei dem Attentat auf Ruth First im Jahre 1982 in den Universitätsräumen mittels einer aus südafrikanischer Quelle stammenden Briefbombe wird er ernsthaft verletzt, sie jedoch stirbt an den Folgen dieses Anschlags.
Das freundschaftliche Vertrauensverhältnis mit Samora Machel gewährte ihm eine Sonderstellung in dessen Folge die mosambikanische Regierung ihm offizielle Missionen im Ausland überließ. Innerhalb der Regierung trug Aquino de Bragança den Spitznamen „the submarine“ (das U-Boot). Wurde nach seinem politischen Credo gefragt, bezeichnete er sich selbst als „Anti-Antikommunist“.

#### Tod und Unvollendetes
Aquino de Bragança starb am 19. Oktober 1986 bei einem viel beachteten Flugzeugabsturz in den Lebombobergen in einem Areal der gemeinsamen Grenze von Mosambik und Südafrika. Mit ihm kamen auch Präsident Samora Machel und 33 andere hochrangige Vertreter des Landes ums Leben. Die Ursachen des Absturzes blieben bisher ungeklärt. Vor seinem Tod arbeitete Bragança an den Vorbereitungen zu einem Treffen zwischen dem südafrikanischen Staatspräsidenten Pieter Willem Botha und Samora Machel, das eine Verringerung der Konflikte zwischen beiden Ländern zum Ziel haben sollte.

## Familie
Aquino de Bragança war mit Mariana Bragança verheiratet. Aus seiner ersten Ehe gehen zwei Kinder, die Tochter Maya (* 1. März 1962) und der Sohn Radek (* 30. November 1959) hervor. Am 23. Mai 1979 verstirbt seine erste Frau. Die zweite Ehe mit Silvia do Rosário da Silveira wird am 22. September 1984 geschlossen und noch im selben Jahr kirchlich vollzogen. Beide hatten sich ein Jahr zuvor in Lissabon kennengelernt.

## Ehrungen
- Das Centro de Estudos Sociais Aquino de Bragança (CESAB) an der Eduardo-Mondlane-Universität in Maputo trägt seinen Namen.[3]
- Die Universität von São Paulo benannte ihren Forschungsbereich für Soziale Studien (Centro de Estudos Sociais Aquino de Bragança) mit seinem Namen.[4]
- Der indische Staatsbeamte Eduardo Faleiro (Commissioner for NRI Affairs) würdigte 2011 das Lebenswerk von Aquino de Bragança in der weltweit verstreuten Befreiungsbewegung Goas, indem er ihn als bedeutenden Goaner bezeichnete.[5]

## Ausgewählte Schriften
- Brandt, Krupp et le Portugal. In: Africasia Nr. 12, 30. März 1970, S. 14–16
- Amilcar Cabral. Lissabon 1976
- Independência sem descolonização: a transferência do poder em Moçambique, 1974–1975.
- Independence without decolonization: the transfer of power in Mozambique, 1974–1975. Harare 1985
- Zimbabwe: Réflexions sur le problème rhodésien. Etude de Centre d'Etudes Africaines du Mozambique, In: Revue tiers-monde, Bd. 20 (1979), S. 79–118 ISSN 0040-7356
- Aquino de Bragança, Immanuel Maurice Wallerstein: African Liberation Reader. 3 Bände, 1982
- Aquino de Bragança, Jacques Depelchin: From the idealization of Frelimo to the understanding of the recent history of Mozambique. In: African Journal of Political Economy, Vol. 1 Nr. 1, 1986, S. 162–180

## Weiterführende Literatur
- Sílvia Bragança: Aquino de Bragança. batalhas ganhas, sonhos a continuar. Maputo 2009
- Sílvia Bragança: Aquino de Bragança. Battles Won, Lasting Dreams. Goa 2011
- Boaventura de Sousa Santos: Aquino de Braganca: criador de futuros, mestre de heterodoxias, pioneiro das episternologias do Sul. In: Teresa Cruz Silva, João Paulo Borges Coelho und Amélia Neves Souto (alle Herausgeber): Como fazer ciências sociais e humanas em África. Questões epistemológicas, metodológicas, teóricas e políticas. Dakar, CODESRIA, 2012, S. 13–61. (PDF)
- Ruth First, Jonathan Steele, Christabel Gurney: The South African Connection. Western Investment in Apartheid. London, Temple Smith, 1972